# جون ألين غيبل
جون ألين غيبل (بالإنجليزية: John Allen Gable)‏ هو مؤرخ أمريكي، ولد في 1943، وتوفي في 2005.